# Leamon Ray Hunt
Leamon Ray Hunt (Gibbs Twp, 7 ottobre 1927 – Roma, 15 febbraio 1984) è stato un ufficiale e diplomatico statunitense, ambasciatore e già direttore della Multinational Force and Observers (MFO) e responsabile logistico della forza multinazionale del Sinai (Sinai Multinational Force and Observer Group).
Hunt lavorò in diverse sedi diplomatiche nella sua carriera: operò come vice capo missione per l'ambasciata degli Stati Uniti in Libano e di vice assistente segretario di Stato per le Operazioni prima della sua nomina come primo direttore generale della MFO avvenuta nel luglio 1981: in questa veste nominò il tenente generale norvegese Fredrik V. Bull-Hansen come primo comandante della forza della MFO. Hunt stabilì una sede provvisoria ad Alexandria (Virginia) e cominciò a progettare l'infrastruttura per il gruppo nel Sinai; si premurò inoltre di stabilire le strutture gerarchiche e logistiche dell'organizzazione.
Fu assassinato da un gruppo di militanti dell'ala militarista delle Brigate Rosse, le BR-PCC (Partito Comunista Combattente) durante gli anni di piombo. È stato il primo funzionario statunitense ad essere ucciso dai terroristi in Italia ed il settimo diplomatico a perire di morte violenta nello Stivale dal 1976.
Il 15 febbraio 1984, alle 18:45 mentre stava rientrando a casa, si fermò al cancello di ingresso.  Mentre stava aspettando l'apertura del cancello, tre uomini armati uscirono da una Fiat 128 dall'altra parte della strada e aprirono il fuoco con armi automatiche sull'Alfa Romeo blindata di Hunt. Nessuno dei colpi superò la corazzatura della macchina, ma un uomo armato saltò sul cofano posteriore e fece fuoco sul bordo superiore del lunotto. Uno dei proiettili .32 ACP (7.65 mm Browning) attraversò la guarnizione in gomma e metallo e colpì Hunt alla testa. Trasportato in ospedale, morì un'ora dopo.